# Тверский, Авром Лейзер
Авром-Лейзер Тверский (19 февраля 1905, Лоев Минской губернии — 1969, Израиль) — еврейский поэт.

## Биография
Потомок известной хасидской династии Тверских — его отец, лоевский раввин Брохл-Бенцион Тверский, был прямым потомком в пятом поколении чернобыльского магида Менахема-Нухима Тверского. Брат — писатель и журналист Арн Тверский. Получил традиционное еврейское религиозное образование. После окончания Первой средней школы в Черкассах, изучал философию в Одесском университете, затем поселился с семьёй в ставшем румынским Кишинёве.
С 1937 года жил в США. Преподавал иврит в Детройте и других городах Америки. С 1955 года работал учителем в средней школе «Тикун Иври» в Чикаго, одновременно вёл курс современной литературы в местном еврейском колледже.
Его первое стихотворения «Хапгиша» («Встреча») было опубликовано в 1918 в газете «Ха-Шилоах» в Одессе. В дальнейшем большая часть его стихов была напечатана в «Тог» (Кишинёв). Его произведения публиковались в различных периодических еврейских изданиях: «Унзер цайт» (Кишинёв); «Ост юдише цайтунг», «Зунтог цайтунг» и «Черновицер блетер» (Черновцы). Вместе с Гилели и Губерманом был среди редакторов ежемесячного журнала «Функ» (Черновцы). После переезда в США продолжил печататься в еврейской периодике «Тог», «Фрайе арбетер штиме», «Хамшех», «Свиве» и «Хадоар» (все в Нью-Йорке).

## Произведения
- «Мошиехн анткегн» («Навстречу Мессии». Нью-Йорк, 1946).